# 陈衍强
陈衍强（1964年4月20日—），云南省昭通市彝良县人，作家。
1978年初中毕业后，家境贫寒的陈衍强回家务农，喜爱诗歌的陈衍强一边劳动、一边写诗、绘画。1983年应聘为民办教师；1984年应聘为县报《彝良报》记者，后成为副主编；2004年-2020年任彝良县文联主席。
1982年陈衍强开始向县报投稿，作品多次在《诗刊》、《人民日报》、《中国作家》、《诗歌报月刊》等处发表。
2006年赵丽华“梨花体诗”引发舆论热议之时，有媒体发现陈衍强的作品也以“梨花诗体”为主，而且成文比赵丽华更早，因而称陈衍强为“梨花始祖”。
随着2019新型冠状病毒在中国大陆蔓延，湖北人受到较多排斥与歧视。在此背景下，陈衍强发表了作品《仰望天空》。
《仰望天空》引起原云南省作协副主席、湖北籍作家汤世杰强烈反感。2020年2月2日，汤世杰发表《我的愤怒无可名状——关于陈衍强<仰望天空>一诗的严正声明》，并与云南省文联、云南省作协同时交涉，对陈衍强进行声讨。2月2日，陈衍强于自己的微信朋友圈里发布了一份公开致歉信；2月4日，云南省昭通市作家协会通过其微信公号发公开信《致广大文友》，称陈衍强深刻认识到自己的错误，并主动辞去彝良县文联主席和昭通市作家协会副主席的职务。

## 作品
- 诗集：《乡村书》、《花房姑娘》、《英雄美人》